# Кобицкая, Вера Андреевна
Вера Андреевна Кобицкая (1927 — 07.04.1981) — доярка колхоза «Могучий» Мелитопольского района Запорожской области Украинской ССР. Герой Социалистического Труда (08.04.1971).

## Биография
Родилась в 1927 году в селе Широкий Лан Мелитопольского округа Украинской ССР (ныне Мелитопольского района Запорожской области, Украина). Украинка. Образование среднее.
В Великую Отечественную войну пережила оккупацию. После освобождения территории от фашистов Вера работала дояркой в колхозе «Могучий» Мелитопольского района Запорожской области Украинской ССР. Постоянно добивалась высоких надоев молока. В 1966 году была награждена орденом «Знак Почёта». За высокие надои молока и успехи в социалистическом соревновании в честь столетия со дня рождения В. И. Ленина награждена юбилейной медалью «В ознаменование 100-летия со дня рождения Владимира Ильича Ленина» (1970).
Указом Президиума Верховного Совета СССР от 8 апреля 1971 года за выдающиеся успехи, достигнутые в развитии сельскохозяйственного производства и выполнении пятилетнего плана продажи государству продуктов земледелия и животноводства, Кобицкой Вере Андреевне присвоено звание Героя Социалистического Труда с вручением ордена Ленина и золотой медали «Серп и Молот».
И в последующие годы добивалась высоких результатов по перевыполнению плана надоев молока. За самоотверженный труд и успехи по продажи государству продуктов животноводства в 1976 году награждена вторым орденом Ленина.
Жила в Мелитопольском районе Запорожской области (Украина). Умерла 7 апреля 1981 года.

## Награды
- Золотая медаль «Серп и Молот» (08.04.1971);
- орден Ленина (08.04.1971)
- орден Ленина (24.12.1976)
- орден «Знак Почёта» (22.03.1966)
- Медаль «В ознаменование 100-летия со дня рождения Владимира Ильича Ленина» (1970)
- Медаль «За трудовую доблесть»
- Медалями ВДНХ СССР
- и другими
- Отмечена дипломами и почётными грамотами.